# Fußball-Weltmeisterschaft 1998/Japan
Dieser Artikel behandelt die japanische Fußballnationalmannschaft bei der Fußball-Weltmeisterschaft 1998.

## Qualifikation

### Erste Runde
| Oman  | - | Japan | 0:1  |
| Macau | - | Japan | 0:10 |
| Nepal | - | Japan | 0:6  |
| Japan | - | Macau | 10:0 |
| Japan | - | Nepal | 3:0  |
| Japan | - | Oman  | 1:1  |

### Finalrunde
| Japan      | - | Usbekistan | 6:3 |
| VAE        | - | Japan      | 0:0 |
| Japan      | - | Südkorea   | 1:2 |
| Kasachstan | - | Japan      | 1:1 |
| Usbekistan | - | Japan      | 1:1 |
| Japan      | - | VAE        | 1:1 |
| Südkorea   | - | Japan      | 0:2 |
| Japan      | - | Kasachstan | 5:1 |

### AFC Playoff
| Iran | - | Japan | 2:3 |

## Japanisches Aufgebot
| Nr.               | Name                 | Verein vor WM-Beginn | Geburtstag | Spiele   | Tore     |          |          |
| Torhüter          | Torhüter             | Torhüter             | Torhüter   | Torhüter | Torhüter | Torhüter | Torhüter |
| ----------------- | -------------------- | -------------------- | ---------- | -------- | -------- | -------- | -------- |
| 1                 | Nobuyuki Kojima      | Bellmare Hiratsuka   | 17.01.1966 | 0        | 0        | 0        | 0        |
| 20                | Yoshikatsu Kawaguchi | Yokohama F. Marinos  | 15.08.1975 | 3        | 0        | 0        | 0        |
| 21                | Seigō Narazaki       | Yokohama Flügels     | 15.04.1976 | 0        | 0        | 0        | 0        |
| Abwehrspieler     |                      |                      |            |          |          |          |          |
| 2                 | Akira Narahashi      | Kashima Antlers      | 26.11.1971 | 3        | 0        | 0        | 0        |
| 3                 | Naoki Sōma           | Kashima Antlers      | 19.07.1971 | 3        | 0        | 0        | 0        |
| 4                 | Masami Ihara         | Yokohama F. Marinos  | 18.09.1967 | 3        | 0        | 1        | 0        |
| 5                 | Norio Omura          | Yokohama F. Marinos  | 06.09.1969 | 1        | 0        | 0        | 0        |
| 16                | Toshihide Saitō      | Shimizu S-Pulse      | 20.04.1973 | 0        | 0        | 0        | 0        |
| 17                | Yutaka Akita         | Kashima Antlers      | 06.08.1970 | 3        | 0        | 1        | 0        |
| 19                | Eisuke Nakanishi     | JEF United Ichihara  | 23.06.1973 | 2        | 0        | 2        | 0        |
| Mittelfeldspieler |                      |                      |            |          |          |          |          |
| 6                 | Motohiro Yamaguchi   | Yokohama Flügels     | 29.01.1969 | 3        | 0        | 1        | 0        |
| 7                 | Teruyoshi Itō        | Shimizu S-Pulse      | 31.08.1974 | 0        | 0        | 0        | 0        |
| 8                 | Hidetoshi Nakata     | Bellmare Hiratsuka   | 22.01.1977 | 3        | 0        | 0        | 0        |
| 10                | Hiroshi Nanami       | Júbilo Iwata         | 28.11.1972 | 3        | 0        | 1        | 0        |
| 11                | Shinji Ono           | Urawa Red Diamonds   | 27.09.1979 | 1        | 0        | 0        | 0        |
| 13                | Toshihiro Hattori    | Júbilo Iwata         | 23.09.1973 | 0        | 0        | 0        | 0        |
| 15                | Hiroaki Morishima    | Cerezo Osaka         | 30.04.1972 | 0        | 0        | 0        | 0        |
| 22                | Takashi Hirano       | Nagoya Grampus Eight | 15.07.1974 | 2        | 0        | 1        | 0        |
| Stürmer           |                      |                      |            |          |          |          |          |
| 9                 | Masashi Nakayama     | Júbilo Iwata         | 23.09.1967 | 3        | 1        | 0        | 0        |
| 12                | Wagner Lopes         | Bellmare Hiratsuka   | 29.01.1969 | 3        | 0        | 0        | 0        |
| 14                | Masayuki Okano       | Urawa Red Diamonds   | 25.07.1972 | 1        | 0        | 0        | 0        |
| 18                | Shōji Jō             | Yokohama F. Marinos  | 17.06.1975 | 3        | 0        | 0        | 0        |
| Trainer           |                      |                      |            |          |          |          |          |
|                   | Takeshi Okada        |                      | 25.08.1956 |          |          |          |          |

## Spiele der japanischen Mannschaft

### Vorrunde
- Argentinien -  Japan 1:0 (1:0)

Stadion: Stade de Toulouse (Toulouse)
Zuschauer: 33.400
Schiedsrichter: Mario van der Ende (Niederlande)
Tore: 1:0 Batistuta (28.)
- Japan -  Kroatien 0:1 (0:0)

Stadion: Stade de la Beaujoire (Nantes)
Zuschauer: 35.500
Schiedsrichter: Ramesh Ramdhan (Trinidad und Tobago)
Tore: 0:1 Šuker (77.)
- Japan -  Jamaika 1:2 (0:1)

Stadion: Stade Gerland (Lyon)
Zuschauer: 39.100
Schiedsrichter: Günter Benkö (Österreich)
Tore: 0:1 Whitmore (39.), 0:2 Whitmore (54.), 1:2 Nakayama (74.)
In Gruppe H bot sich ein sehr deutliches Bild. Argentinien und Kroatien waren die klaren Favoriten für die ersten beiden Plätze. Den beiden WM-Neulingen Japan und Jamaika wurde dagegen kaum eine Chance gegeben. So überraschte es auch niemanden, dass nach 6 Spielen Argentinien und Kroatien im Achtelfinale standen, nachdem unter anderem Argentiniens Stürmerstar Gabriel Batistuta die jamaikanische Hintermannschaft deklassiert hatte, indem er innerhalb von 10 Minuten einen lupenreinen Hattrick erzielte. Dennoch brachte die jamaikanische Mannschaft mit ihren Fans, die jedes Spiel wie ein Reggae-Konzert zelebrierten, reichlich Farbe in die WM.